# Pachypeltopsis
Pachypeltopsis is een geslacht van wantsen uit de familie van de Miridae (Blindwantsen). Het geslacht werd voor het eerst wetenschappelijk beschreven door Karl Alfred Poppius in 1912.

## Soorten
Het genus is monotypisch en bevat alleen de volgende soort:

- Pachypeltopsis australicus Poppius, 1912